# Podoleni (okręg Neamț)
Podoleni – wieś w Rumunii, w okręgu Neamț, w gminie Podoleni. W 2011 roku liczyła 3883 mieszkańców.
Siedziba gminy Podoleni.